# Plaza de Mayo (stacja metra)
Plaza de Mayo - stacja początkowa metra w Buenos Aires na linii A. Stacja znajduje się w pobliżu stacji metra Perú. Stacja należała do pierwszego odcinka linii otwartego 1 grudnia 1913, co związane ze stacją Plaza Miserere.